# Видавництво Вінницького національного технічного університету
Видавництво Вінницького національного технічного університету засноване у 1996 році. Редакційно-видавничий відділ розташовується у головному навчальному корпусі університету. Спеціалізується на виданні друкованих та електронних наукових журналів, а також монографій, навчальної та методичної літератури, видає художню літературу та публіцистику місцевих авторів.

## Видання ВНТУ
- Монографії

Наукові праці вчених ВНТУ, що належить одному чи кільком авторам, з поглибленим вивченням однієї або кількох (тісно пов'язаних між собою) тем.
- Навчальна література

Підручники, посібники, методичні рекомендації, практикуми тощо.
- Наукові журнали ВНТУ

1. Вісник Вінницького політехнічного інституту - журнал входить у міжнародні наукометричні бази Index Copernicus International та Google Scholar і реферується в Українському реферативному журналі «Джерело». Журнал публікує статті, які містять нові теоретичні та практичні результати в галузях технічних, економічних, природничих та гуманітарних наук. Публікуються також огляди сучасного стану розробки важливих наукових проблем, огляди наукових та методичних конференцій, які відбулися у ВНТУ, статті з педагогіки вищої освіти.
2. Наукові праці Вінницького національного технічного університету - електронний науковий журнал засновано у 2006 році. З 2007 року видання представлено на сайтах Вінницького національного технічного університету та Національної бібліотеки України ім. В. І. Вернадського і включено Вищою атестаційною комісією України до Переліку наукових фахових видань України в галузі технічних наук.
3. Sententiae - це історико-філософський журнал відкритого доступу. Створений дослідницькою групою сучасної філософії (Паскаліанське товариство). Заснований в 2000 році. Виходить тричі на рік 30 квітня, 30 серпня та 30 листопада.
4. Innovation and Sustainability - публікація результатів наукових досліджень у галузі економіки та управління, сприяння покращенню вітчизняного обміну науковою та економічною інформацією у галузі економіки та управління, піднесення рівня української науки на міжнародний рівень.
5. Інформаційні технології та комп'ютерна інженерія - міжнародний науково-технічний журнал є науковим фаховим виданням України (категорія Б), в якому можуть публікуватися результати дисертаційних робіт на здобуття наукових ступенів доктора та кандидата технічних наук.
6. Оптико-електронні інформаційно-енергетичні технології - журнал публікує статті, які містять нові теоретичні та практичні результати в галузях технічних, природничих та гуманітарних наук. Публікуються також огляди сучасного стану розробки важливих наукових проблем, огляди наукових та методичних конференцій, матеріали з педагогіки вищої освіти.
7. Сучасні технології, матеріали і конструкції в будівництві - журнал публiкує новi теоретичнi та практичнi результати в галузі технiчних наук, огляди сучасного стану розробки важливих наукових проблем, огляди наукових конференцiй, якi вiдбулися у ВНТУ.
8. Вісник машинобудування та транспорту - журнал входить до міжнародної  наукометричної бази Index Copernicus та Google Scholar. Публікує статті співробітників, аспірантів та докторантів Вінницького національного технічного університету та інших навчальних та наукових закладів.
9. Педагогіка безпеки- журнал публікує статті, які містять нові теоретичні та практичні результати в галузях педагогіки, професійної освіти та безпеки життєдіяльності. Публікуються також огляди сучасного стану розробки важливих наукових проблем, огляди наукових та науково-практичних конференцій.

- Бібліографія

Біобібліографічні покажчики видаються до ювілейних дат вчених ВНТУ, висвітлюють весь комплекс їхніх наукових здобутків, життєвий та творчий шлях, а також є джерелом інформації для спеціалістів у відповідних галузях науки та виробництва.
- Матеріали конференцій

В матеріалах конференцій висвітлено доповіді науковців, що відбулися у Вінницькому Національному Технічному Університеті.
- Історія ВНТУ